# O Little Town of Bethlehem
O Little Town of Bethlehem (littéralement, en français: O petite ville de Bethléem) est un chant de Noël en langue anglaise, basé sur un texte de 1868 écrit par Phillips Brooks. Le chant est populaire des deux côtés de l'Atlantique, mais sur des airs différents : en Amérique du Nord sur celui de St. Louis par le collaborateur de Brooks, Lewis Redner (en) et au Royaume-Uni et en Irlande sur celui de Forest Green, un air recueilli par Ralph Vaughan Williams et publié pour la première fois dans l'English Hymnal (en) en 1906.
C'est une chanson de Noēl très connue qui chante éloquemment la naissance du Christ à Bethléem auprès de la Vierge Marie. Elle est interprétée par des artistes de renom comme Elvis Presley, Ella Fitzgerald, Bob Dylan, Garth Brooks et Jewel.

## Paroles
Le texte est écrit par Phillips Brooks (1835–1893), un prêtre épiscopal, alors recteur de l'Église de la Sainte Trinité (en) à Philadelphie et plus tard de l'Église de la Trinité à Boston. Philips en a eu l'inspiration en visitant le village de Bethléem dans le Sanjak de Jérusalem en 1865. Trois ans plus tard, il écrit le poème pour son église dont l'organiste Lewis Redner (1831-1908) ajoute la musique.

### Anglais

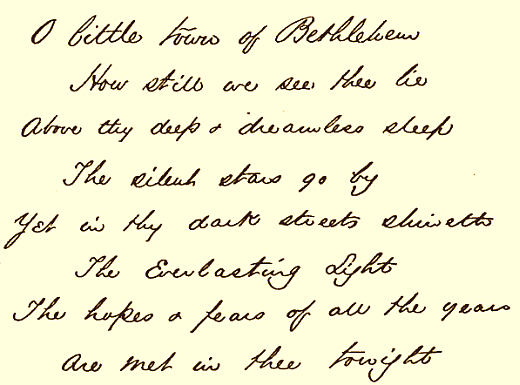
Manuscrit de la première strophe par l'auteur

| O little town of Bethlehem How still we see thee lie Above thy deep and dreamless sleep The silent stars go by Yet in thy dark streets shineth The everlasting Light The hopes and fears of all the years Are met in thee tonight O morning stars together Proclaim the holy birth And praises sing to God the King And Peace to men on earth For Christ is born of Mary And gathered all above While mortals sleep, the angels keep Their watch of wondering love | How silently, how silently The wondrous gift is given! So God imparts to human hearts The blessings of His heaven. No ear may hear His coming, But in this world of sin, Where meek souls will receive him still, The dear Christ enters in. O holy Child of Bethlehem Descend to us, we pray Cast out our sin and enter in Be born to us today We hear the Christmas angels The great glad tidings tell O come to us, abide with us Our Lord Emmanuel |

### Français
Il y existe aussi plusieurs versions francaises.
| Petite ville, Bethléem, tu dors tranquillement Sur ton sommeil, l'étoile d'or se lève au firmament. Sa lumière éternelle nous apporte la joie. Oui, la réponse à nos appels, ce soir se trouve en toi. Car Jésus de Marie est né, et tandis que tout dort, Les anges là-haut assemblés chantent leurs doux accords. Proclamez sa naissance, étoiles du matin! Apportant la paix et l'amour, voici l'Enfant divin. | Ah! qu'il fut donné simplement ce présent merveilleux! Ainsi Dieu bénit les humains en leur ouvrant les cieux. Nul n'entend sa venue dans ce monde pécheur. Mais Jésus entre, bienvenu, dans les plus humbles cœurs. |

## Musique

### Saint Louis
L'air de Redner, simplement intitulé St. Louis, est l'air le plus souvent utilisé pour ce chant aux États-Unis.  Redner raconte l'histoire de sa composition : 

« À l'approche de Noël de 1868, M. Brooks m'a dit qu'il avait écrit un simple chant de Noël pour le service de l'école du dimanche de Noël, et il m'a demandé d'en écrire l'air. La musique simple a été écrite à la hâte et sous une grande pression. Nous devions le pratiquer le dimanche suivant. M. Brooks est venu me voir vendredi et m'a dit: « Redner, as-tu déjà composé la musique sur O petite ville de Bethléem ? » J'ai répondu : « Non », mais qu'il devrait l'avoir d'ici dimanche. Le samedi soir précédent, mon cerveau était complètement confus au sujet de la mélodie. Je pensais plus à ma leçon de l'école du dimanche qu'à la musique. Mais j'ai été réveillé de mon sommeil tard dans la nuit en entendant un ange murmurer à mon oreille, et en saisissant un morceau de papier à musique, j'ai noté les notes aiguës de l'air tel qu'il existe maintenant, et le dimanche matin avant d'aller à l'église, j'ai créé l'harmonie. Ni M. Brooks ni moi n'avons jamais pensé que le chant ou la musique qui l'accompagnait vivrait au-delà de ce Noël de 1868.

Je me souviens que Richard McCauley, qui avait alors une librairie sur la rue Chestnut à l'ouest de la 13e rue, l'a imprimé sur des tracts à vendre. Le révérend Dr Huntington, recteur de l'église All Saints à Worcester dans le Massachusetts, a demandé la permission de l'imprimer dans son cantique de l'école du dimanche et son livre de mélodies, intitulé The Church Porch, and it was he who christened the music "Saint Louis". »

### Forest Green
Au Royaume-Uni et dans le Commonwealth, et parfois aux États-Unis (en particulier dans l' Église épiscopale), l'hymne anglais Forest Green est utilisé à la place. Il est adapté par Ralph Vaughan Williams à partir d'une ballade folklorique anglaise appelée The Ploughboy's Dream qu'il a recueilli auprès d'un certain M. Garman de Forest Green dans le Surrey en 1903 . Henry Garman est né en 1830 à Sussex et, lors du recensement de 1901 (en), il vit à Ockley dans le Surrey; Le manuscrit de Vaughan Williams note qu'il est un « ouvrier de Forest Green près d'Ockley - Surrey. ([Âgé] d'environ 60 ans ?) »,  bien que M. Garman soit alors plus près de 73 ans quand il récite l'air.  Ce dernier a une forme strophique (en) de style A – A – B – A. Adapté par Vaughan Williams, il est d'abord publié dans le English Hymnal de 1906 (transcrit ci-dessous).

### Autres versions
Deux versions existent également par Henry Walford Davies, appelé Wengen, ou Christmas Carol. Wengen est publié dans Hymns Ancient and Modern (en) en 1922,  alors que Christmas Carol est généralement exécuté uniquement par des chorales plutôt que comme un hymne de congrégation. Cela est dû aux deux premiers couplets écrits pour voix aiguës avec accompagnement d'orgue, avec uniquement le couplet final comme choral / refrain d'harmonie. Cette version comprend un récitatif de l'Évangile de Luc au début, et coupe les versets 2 et 4 du chant original à 5 versets. Cette version est souvent jouée lors du service du Nine Lessons and Carols (en) au Kings College de Cambridge . 
La chanson est incluse dans de nombreux albums de Noël enregistrés par des chanteurs contemporains.